# Leptocerus gracilis
Leptocerus gracilis is een schietmot uit de familie Leptoceridae. De soort komt voor in het Afrotropisch en het Palearctisch gebied.